# فرودگاه بین‌المللی منیول مارکوز دلیون
فرودگاه بین‌المللی منیول مارکوز دلیون (به انگلیسی: Manuel Márquez de León International Airport) یک فرودگاه همگانی مسافربری با کد یاتا LAP است که یک باند فرود بتن دارد و طول باند آن ۲۵۰۰ متر است. این فرودگاه در شهر لا پاس، باخا کالیفرنیا سور کشور مکزیک قرار دارد و در ارتفاع ۲۱ متری از سطح دریا واقع شده‌است.